# محافظة العرضيات
محافظة العُرْضِيَّات، محافظة سعودية، تقع جنوب غربيِّ المملكة العربية السعودية، وتتبع إداريًّا لمنطقة مكة المكرمة. ويحدُّها من الشمال محافظة المخواة، ومحافظة غامد الزناد، ومن الجنوب محافظتي بارق، والمجاردة، ومن الشرق محافظة بَلْقَرْن، ومن الغرب القُنفُذة. وبلغ عدد سكَّان المحافظة (65,078) نسَمة حسب تعداد السعودية 2022.

## اسمها
العُرْضِيَّات بضم العين وسكون الراء، وكسر الضاد بعدها ياء مثقلة مفتوحة، فألف وتاء. هذا ما رجَّحه الباحث والمؤرِّخ محسن السُّهَيمي في ضبطها، وهو الموافق لنطق أهل المحافظة من قديم، فقد كان اسمها (العُرْضِيَّة). وأرجعها السهيمي إلى (العُرْض) بضم العين وسكون الراء، ومن معانيه كما في معاجم اللغة العربية:
عند ابن منظور: العُرْض: الوسَط، والناحية، والاعتراض. ولعلَّ في اعتراض أوديتها لطريق المسافرين شمالًا أو جنوبًا ما يعزِّز هذا الاسم. وعند الفِيروزابادي: العُرْض: الصُّعوبة. ولعلَّ كونها مِنطقة جبلية يصعُب فيها السير، سُمِّيت بهذا. وعند ابن فارس: العُرْض: الوسَط. وهي تُعَد مكانًا وسَطًا بين الحِجاز شرقًا وتِهامة الساحل غربًا.
وممَّن أيَّد ضبط (العُرْضِيَّات) بالضم، الباحث اللغوي د. مكين بن حوفان القرني وكيل كلية العلوم والآداب بجامعة الباحة، وهو أحد أبناء المحافظة، في بحث له بعنوان (من الظواهر الصوتية في لهجة أزد تهامة، دراسة تربط بعض الظواهر اللهجية في محافظة العُرْضِيَّات بأصواتها التراثية)، ومما قاله فيه: «العُرْضِيَّات جمع العُرْضِيَّة، وضبطُها بضم العين، وربما أتت تسميتُها من (العَرُوض) وهو الطريق في عُرض الجَبَل». إلى أن قال: «والعُرْضِيَّة جزءٌ من العَرُوض الواقع بين مكة واليمن، وتسميتُها تُثبت اسم العَرُوض للمِنطقة المذكورة، بدَلالة أصل الاشتقاق».
ويرى محسن السُّهَيمي أن إشاعة ضبطها بالكسر حاليًّا سببه ما أورده العلَّامة حمد الجاسر في (المعجم الجغرافي للبلاد العربية السعودية) القسم الثاني صفحة 952، حين ضبط (العِرْضِيَّة) بكسر العين، وذكر أنها في منطقة القنفذة بمنطقة مكة المكرمة. ويرى السُّهَيمي أن حمد الجاسر أخطأ في هذا الضبط، وأرجع خطأه لعدَّة أسباب بيَّنها وفنَّدها، ودعا القائمين على المعجم الجغرافي بعدَ رحيل صاحبه إلى تصحيح الخطأ فيه.
وكذلك يدعو السُّهَيمي أيضًا إلى العودة باسم المحافظة إلى اسمها القديم (العُرْضِيَّة)، فلا وجهَ لتسميتها بصيغة الجمع العُرْضِيَّات، فهي حتى الآن معروفة بين أهلها باسم العُرْضية. ثم صارت عُرْضِيَّتَين تُصنَّفان مركزَين هما: مركز العُرْضية الجنوبية (الذي تحوَّل اسمه أخيرًا بقرار وِزاري إلى مركز ثُرَيْبَان)، ومركز العُرْضية الشَّمالية (الذي تحوَّل اسمه أخيرًا بقرار وِزاري إلى مركز نَمِرَة)، ثم في عام 1433هـ تحوَّل اسم المحافظة إلى العُرْضِيَّات، من غير سبب وجيه!

## تاريخها
كانت منطقة العُرْضِيَّات مهمَّة جدًّا لتجَّار مكة في العصر الجاهلي؛ ففيها موضعان مهمَّان وهما: قرن قريش، وقرن هذيل وهي محطَّات استقبال واستراحة قبيلتي هذيل وقريش في تجارتهم نحو اليمن. وما زالت تحتفظ بهذين الاسمَين حتى اليوم.

## موقعها ومساحتها
تقع محافظة العُرْضِيَّات في أقصى الجزء الجنوبي الشرقي من منطقة مكة المكرمة، حيث تمثل حدود المنطقة مع إمارة منطقة عسير جنوبًا وشرقًا، وإمارة منطقة الباحة شمالًا، ومحافظة القنفذة غربًا. وتقدر مساحة المحافظة بحوالي 1952.29 كم2، حيث تشغل نحو 1.37% من مساحة منطقة مكة المكرمة، وتأتي في المرتبة ما قبل الأخيرة بين محافظات المنطقة من حيث المساحة.

## سكانها
بلغ عدد سكان محافظة العُرْضِيَّات (65,078) نسمة حسب تعداد السعودية 2022، عدد السعوديين (53,777) نسمة، وعدد غير السعوديين (11,301) نسمة.
جاءت المحافظة في المرتبة التاسعة على مستوى منطقة مكة المكرمة، بعد محافظة الليث من حيث عدد السكان في عام 2017، وبلغ عدد سكان المحافظة 77155 نسمة، يمثلون نحو 1.12% من سكان منطقة مكة المكرمة.
| المركز | عدد السكان |
| ------ | ---------- |
| نمرة   | 42950 نسمة |
| ثريبان | 33851 نسمة |
| الويد  | 354 نسمة   |
| قنونا  |            |
| الرايم |            |
| حلحال  |            |

## تقسيمها الإداري
تصنف محافظة العُرْضِيَّات محافظة من الفئة (ب) وتضم المحافظة إلى النطاق الإشرافـي منها مركزين من الفئة (أ) هي: العرضية الشمالية – العرضية الجنوبية، ومركز الويد من الفئة (ب). والمراكز المستحدثة أخيرًا، وهي قنونا والرايم وحلحال وتضم تلك المراكز حوالي 312 قرية وهجرة ومسمى سكاني بينها 87 تجمعا يوجد بها خدمات، وتعد من أكثر محافظات المنطقة من حيث عدد التجمعات العمرانية حيث تأتي في المرتبة الرابعة بعد محافظات الطائف وميسان والقنفذة من حيث عدد التجمعات العمرانية التابعة.
وتتبعها ستة مراكز إدارية رئيسة:
- مركز نمرة.
- مركز ثريبان.
- مركز الويد.
- مركز قنونا.
- الرايم
- حلحال